# Xanthorhoe vidanoi
Xanthorhoe vidanoi is een vlinder uit de familie spanners (Geometridae). De wetenschappelijke naam is voor het eerst geldig gepubliceerd in 1994 door Parenzan & Hausmann.
De soort komt voor in Europa.